# Curt Onalfo
Curt Onalfo né le 19 novembre 1969 est un joueur international américain de soccer reconverti en entraîneur. Il est actuellement directeur sportif du Revolution de la Nouvelle-Angleterre
En tant que joueur, il a évolué en France, a joué deux années dans la USISL, une au Mexique et quatre en Major League Soccer. Son plus grand succès est la victoire en Coupe MLS avec le D.C. United. 
Après sa carrière de joueur, il commence sa carrière comme adjoint que ce soit en club ou en sélection avant de commencer sa carrière d’entraîneur principal aux Kansas City Wizards en 2007.

## Carrière de joueur

### Jeunesse
Bien que né à São Paulo, Onalfo a grandi à Ridgefield dans le Connecticut. Il joue au soccer au lycée à la Ridgefield High School, avant d'aller jouer durant quatre années à l'Université de Virginie sous les ordres de Bruce Arena.

### Professionnel
Sa première expérience professionnelle a lieu à La Ciotat, en France dans les divisions régionales locales. Il doit arrêter sa carrière durant plusieurs mois à cause de la maladie de Hodgkin en 1993. Après sa chimiothérapie, Onalfo rejoue et s'engage en 1994 avec les Wolves du Connecticut qui évoluent en USISL. Il y joue deux ans. En 1995, il s'engage avec la naissante Major League Soccer.
Le championnat ne commençant finalement que l'année suivante, il joue durant un an au Tampico Madero qui évolue en deuxième division mexicaine. 
En février 1996, le Los Angeles Galaxy sélectionne Onalfo dans la huitième ronde (soixante-quatorzième choix au total) de la draft inaugurale de la Major League Soccer. Il joue 13 matchs de saison régulière et trois de play-off dont la finale de la Coupe MLS perdue 2-3 face au D.C. United. Il n'est pas prolongé à l'issue de la saison.
Lors du Supplemental Draft du 2 février 1997, le Clash de San José sélectionne Onalfo dans la deuxième ronde (seizième choix au total). Il ne joue que six matchs lors de la saison et n'est pas conservé par la franchise.
En 1998, il signe le 10 mars pour le D.C. United, franchise gagnante des deux premières éditions du championnat. Il entre en jeu à deux reprises en mai avant d'être prêté quelques jours en juin au MLS Pro 40 (qui évolue en A-League) où il joue deux matchs. Il dispute un autre match avec le D.C. United fin juillet. 
Lors de l'année suivante, il est souvent blessé et joue peu en début d'année. Il est ainsi envoyé en prêt en A-League dans trois équipes différentes durant le mois de juin. Tout d'abord, le 4, il joue un match pour le Mania du Maryland, ensuite, le 11 et le 13 il joue deux matchs pour le MLS Pro 40 et enfin le 18 il joue un match pour les Mariners de Hampton Roads (il en rejoue un autre pour cette franchise le 31 juillet). Il rejoue deux matchs pour le D.C. United en deuxième partie de saison. Sa franchise remporte la Coupe MLS à l'issue de la saison. Il n'aura finalement joué que cinq matchs avec le D.C. en deux ans. Il prend sa retraite à la fin de la saison.

### International
Curt Onalfo joue plus d'une centaine de fois sous le maillot américain dans les différentes catégories de jeunes mais il n'obtient qu'une seule cape en équipe seniors à l'âge de 18 ans face au Costa Rica le 14 juin 1988.
Dans les équipes de jeunes, il participe avec l'équipe U20 à la Coupe du monde de football des moins de 20 ans 1989. Il y joue les six matchs. Son équipe termine la compétition quatrième. 
Il gagne la médaille d'or aux Jeux panaméricains de 1991 et participe aux jeux olympiques d'été 1992 durant lesquels il joue les trois matchs de poule de son équipe qui ne se qualifie pas pour la suite de la compétition.

### Vie personnelle
Il a rencontré et épousé sa femme à Tampico. Onalfo parle couramment l'espagnol.

## Carrière d'entraîneur
Après sa retraite, Onalfo continue à travailler dans le football comme entraîneur de jeunes dans la formation, l'encadrement ou comme directeur technique, comme tout au long de sa carrière de joueur (pour l'académie McLean Youth Soccer, différentes équipes à Ridgefield, et pour sa propre académie la Curt Onalfo Soccer).
En 2000, il nommé deuxième entraîneur-adjoint de Thomas Rongen au D.C. United. Le 16 mars 2001, à la suite du départ de Frank Yallop aux Earthquakes de San José, il devient premier adjoint. Ray Hudson remplace Rongen début 2002 mais Onalfo garde son poste. Au milieu de la saison 2002, Onalfo quitte ce poste pour devenir un assistant de Bruce Arena durant la période 2002-2006 au sein de l'équipe nationale américaine. En 2005, Onalfo est candidat pour le poste d’entraîneur aux Rapids du Colorado mais c'est Fernando Clavijo qui est nommé.
Le 27 novembre 2006, Onalfo est nommé par Peter Vermes, directeur technique des Wizards de Kansas City, comme le nouvel entraîneur de l'équipe. Il indique qu'il proposera un style offensif en tant que coach pour les Wizards qui lors de la saison 2006 ne s'est pas qualifié pour les séries éliminatoires. Les compétences d'Onalfo en tant que communicateur, son leadership naturel (comme en témoigne son statut de capitaine dans les sélections américaine de jeunes, sa capacité à observer les adversaires ont été citées comme raisons importantes pour sa sélection. Lors des saisons 2007 et 2008 son équipe se qualifie pour les séries éliminatoires (finale de conférence en 2007 et demi-finale de conférence en 2008). Il commence la saison 2009, par un bilan de cinq victoires, sept nuls et six défaites avant d'être licencié le 3 août 2009 à la suite d'une défaite 6-0 sur le terrain du FC Dallas .
Il rebondit au D.C. United, le 28 décembre 2009. Mais, le 4 août 2010, le DC United le licencie à la suite d'un début de saison catastrophique (3 victoires, 3 nuls et 12 défaites).
Le 27 janvier 2011, Onalfo est nommé entraîneur-adjoint des Galaxy de Los Angeles sous les ordres de Bruce Arena. Il est également été nommé entraîneur de l'équipe réserve le même jour. Son équipe termine dernière de la MLS Reserve Division en 2011 et termine de championne de la conférence Ouest en 2012 et 2013. L'équipe réserve rebaptisé LA Galaxy II intègre l'United Soccer League, l'équivalent du troisième niveau américain en 2014. Durant les trois saisons que son équipe dispute le championnat sous ses ordres, il se qualifie à chaque fois pour les séries éliminatoires (demi-finales en 2014, finale en 2015 et premier tour en 2016). Le 13 décembre 2016, à la suite du départ de Bruce Arena qui redevient sélectionneur des Etats-Unis, il est nommé entraîneur de l'équipe première du Galaxy.
Après un mauvais début de saison (6 victoires, 4 nuls et 10 défaites en championnat), il est licencié le 27 juillet 2017.
Le 2 juin 2019, il est nommé directeur technique au Revolution de la Nouvelle-Angleterre. À la suite de la suspension de Bruce Arena le 30 juin 2023, il est nommé directeur sportif par intérim. Son intérim continue après le 9 septembre 2023, jour du renvoi définitif de ce dernier. Le 30 novembre 2023, il est nommé à ce poste de manière permanente.

## Statistiques
| Saison                | Club                             | Championnat           | Championnat | Championnat | Championnat | Coupe(s) nationale(s) | Coupe(s) nationale(s) | Coupe(s) nationale(s) | Compétition(s) continentale(s) | Compétition(s) continentale(s) | Compétition(s) continentale(s) | Compétition(s) continentale(s) | Séries | Séries | Séries | Total | Total | Total |
| Saison                | Club                             | Division              | M.          | B.          | P.d.        | M.                    | B.                    | P.d.                  | Comp.                          | M.                             | B.                             | P.d.                           | M.     | B.     | P.d.   | M.    | B.    | P.d.  |
| 1996                  | Galaxy de Los Angeles            | MLS                   | 13          | 0           | 1           | 0                     | 0                     | 0                     | -                              | -                              | -                              | -                              | 3      | 0      | 0      | 16    | 0     | 1     |
| 1997                  | Clash de San José                | MLS                   | 6           | 0           | 0           | 0                     | 0                     | 0                     | -                              | -                              | -                              | -                              | -      | -      | -      | 6     | 0     | 0     |
| 1998                  | D.C. United                      | MLS                   | 3           | 0           | 0           | 0                     | 0                     | 0                     | -                              | -                              | -                              | -                              | -      | -      | -      | 3     | 0     | 0     |
| 1998                  | MLS Pro 40 (prêt)                | A-League              | 2           | 0           | 0           | -                     | -                     | -                     | -                              | -                              | -                              | -                              | 0      | 0      | 0      | 2     | 0     | 0     |
| 1999                  | D.C. United                      | MLS                   | 1           | 0           | 0           | 0                     | 0                     | 0                     | CCC                            | 1                              | 0                              | 0                              | -      | -      | -      | 2     | 0     | 0     |
| 1999                  | Mania du Maryland (prêt)         | A-League              | 1           | 0           | 0           | -                     | -                     | -                     | -                              | -                              | -                              | -                              | -      | -      | -      | 1     | 0     | 0     |
| 1999                  | MLS Pro 40 (prêt)                | A-League              | 2           | 0           | 0           | -                     | -                     | -                     | -                              | -                              | -                              | -                              | -      | -      | -      | 2     | 0     | 0     |
| 1999                  | Mariners de Hampton Roads (prêt) | A-League              | 2           | 0           | 1           | -                     | -                     | -                     | -                              | -                              | -                              | -                              | -      | -      | -      | 2     | 0     | 1     |
| Total sur la carrière | Total sur la carrière            | Total sur la carrière | 30          | 0           | 2           | 0                     | 0                     | 0                     | -                              | 1                              | 0                              | 0                              | 3      | 0      | 0      | 34    | 0     | 2     |